# Phormictopus bistriatus
Phormictopus bistriatus là một loài nhện trong họ Theraphosidae.
Loài này thuộc chi Phormictopus. Phormictopus bistriatus được miêu tả năm 2008 bởi Rudloff.